# Корнелий Сабин
Корнелий Сабин (на латински: Cornelius Sabinus; † 41, Рим) е военен на Римската империя, конспиратор по времето на император Калигула (упр. 37 – 41).
Той е военен трибун в преторианската гвардия и конспиратор с Касий Херея против император Калигула. След екзекуцията на Касий Херея по нареждане на Клавдий, той се самоубива.